# 水男孩 (2017年電視劇)
，是一部2017年的泰國連續劇。首播於2017年4月9日，每周日下午5時在泰國電視臺GMM 25以及傍晚7時在泰國LINE TV播出。

## 演員陣容
註：括號內的演員姓名為小名。

### 主要人物
- 皮拉帕·瓦塔納汕西瑞（Earth）飾演 Waii

游泳社的王牌，在爸爸與好友Kan交往後拒絕比賽，並開始與家裡不合。Fay的男友，在Apo加入泳隊後被迫收留他，而後與Apo產生感情。
- 提迪蓬·德查阿派坤（New）飾演 Apo

游泳社的新人，測驗成績能與Waii匹敵，因為崇拜Teer教練而加入泳隊，並被安排到Waii的宿舍。天真善良，對Waii日久生情。
- Nawat Phumphotingam（英语：Nawat Phumphotingam）（White）飾演 Fah

中學時與Min和Kluay是同隊好友，但因為誤會導致與Min決裂，並且開始害怕下水。後加入游泳社擔任經理，喜歡Pan。
- Charada Imraporn（Piglet）飾演 Pan

游泳社唯一的女成員，一開始為了追求學妹而讓Fah幫助自己，與學妹交往後開始意識到自己喜歡Fah的心意。
- 鄭逸祥（Victor）飾演 Min

田徑社成員，受傷後轉到游泳社，與Fah有誤會而不被待見。
- 苼楠塔茬·塔納潘披散（英语：Sananthachat Thanapatpisal）（Fon）飾演 Wan

討厭游泳社，為了搞垮游泳社而追蹤游泳社的各種新聞與八卦。

### 其他人物
- Weerayut Chansook（Arm）飾演 Put
- Krittanai Arsalprakit（Nammon）飾演 Sung
- 塔納查·威吉翁通（英语：Tanutchai Wijitwongthong）（Mond）飾演 Kluay
- Tytan Teepprasan 飾演 Achi
- 安比查婭·薩瓊（Ciize）飾演 Namkaeng
- 唐姆·漢蔡坤（英语：Dom Hetrakul） 飾演 Teer
- 吉拉迪·庫立亞古（Toptap）飾演 Kan
- Phakjira Kanrattanasood（Nanan）飾演 Mai
- Nattapat Sakullerphasuk（Fil）飾演 George
- Sutthipha Kongnawdee（Noon）飾演 Aom
- Krittaphorn Monteerarat（Mook）飾演 Fay

### 特別出演
- Surat Permpoonsavat（Yacht）飾演 Bully

## 外部連結
- MyDramaList 劇集介紹及劇評 （页面存档备份，存于）（英文）
- 豆瓣劇集介紹 （页面存档备份，存于）（中文）